# Kasulu Mjini
Kasulu Mjini è una circoscrizione urbana (urban ward) della Tanzania situata nel distretto urbano di Kasulu, regione di Kigoma. Conta una popolazione di 67 704 abitanti (censimento 2012).